# Iso Perkausjärvi
Iso Perkausjärvi är en sjö i kommunen Kivijärvi i landskapet Mellersta Finland i Finland. Sjön ligger 164,4 meter över havet. Den är 10,7 meter djup. Arean är 52 hektar och strandlinjen är 3,61 kilometer lång. Sjön  ingår i Kymmene älvs huvudavrinningsområde.   Den ligger omkring 100 kilometer norr om Jyväskylä och omkring 320 kilometer norr om Helsingfors. 